# Biblioteca Bolivariana de Mérida
La Biblioteca Bolivariana de Mérida es un edificio multipropósitos ubicado en Mérida, Venezuela que sirve tanto de sala de lectura, como de sala de exposiciones y de museo. Es además un punto de interés turístico.
El edificio sede es considerado como una obra arquitectónica modernista dentro del centro colonial de la ciudad. Posee diversos niveles, que llevan por nombre los países liberados por Simón Bolívar, en donde se ubican los salones de lectura, informática y computación, sala de exposición y el museo. En los alrededores de la biblioteca está hay una pequeña plaza que es utilizada como lugar de comercialización por artesanos.

## Historia
La biblioteca fue inaugurada en 1983 en honor al bicentenario del natalicio del libertador Simón Bolívar. En su parte baja, alberga distintos objetos expuestos pertenecientes al libertador, así como otros objetos cedidos a este o relacionados con la época. El edificio fue construido durante el gobierno del expresidente Luis Herrera Campins, siendo quien inauguró la obra.
El edificio ocupa el predio de lo que fuera la Escuela Picón. El ayuntamiento de la ciudad de Mérida impulsó un trabajo destacado de recopilación de libros, documentos históricos, revistas y periódicos.

## Arquitectura
El edificio que alberga la biblioteca tiene una estructura aligerada y acristalada con base a columnas y casetones de concreto. Es un edificio en dos plantas.
La puerta de entrada es una réplica del portón del Palacio de la "Inquisición de Cartagena", ciudad por la cual Bolívar entró en la historia en 1813. Al entrar en la sede se encontra el salón Colombia, destinado a exposiciones y recepciones, donde se encuentra un arca en la que se conserva el acta de la Independencia de Mérida, con fecha 26 de septiembre de 1811.

## Colección
En el primer piso se encuentran el pasillo de Perú, con un retrato de Bolívar pintado en Lima en 1825, de Octavio Acuña Solano, un tapiz peruano donado por el presidente Fernando Belaúnde Terry y un óleo de José de San Martín pintado por el merideño Annerys Fernández.
A la derecha de este pasillo se encuentra el salón Ecuador, donde se realizan exposiciones y conferencias.
En la Galería de Haíti, un pasillo decorado con cuadros del pintor Annerys Fernández, que representan a Luis Brión y al presidente Pettión amigos del Libertador. Desde este pasillo se ve el salón Panamá, sitio de reuniones de la Sociedad Bolivariana y otros entes gubernamentales. De nuevo nos encontramos con una obra del pintor Iván Belski, se trata de un mural que representa ”el Congreso de Panamá”. Además, retratos de los internacionalistas Pedro Gual y Andrés Bello copias del pintor Alirio Rodríguez. También, se puede observar un bargueño del siglo XIX, donados por los hermanos Picón Picon y que perteneció al prócer Antonio Ignacio Rodríguez Picón.
En el último nivel, esta el pasillo de Caracas, donde se aprecian tres cuadros de Bolívar del autor Néstor Melani Orozco del año 1996. Además, encontramos un cuadro de técnica mixta, del autor Edgar Marquina. Título Boulevard César Rengifo, del año 2005.
El Salón Bolivia, es el más espacioso de todos, rodeado de jardines, sirve de albergue a las diferentes banderas nacionales, desde la primera traída por el generalísimo Francisco de Miranda hasta la actual. Aquí está también el primer busto de Bolívar colocado en sitio público en el mundo (1842), se trata de una terracota de modelado arcaico elaborado por un yerno de Campo Elías, el Sr. Pedro celestino. Además, se encuentran cuadros del general Francisco de Miranda y otro de Antonio José de Sucre, pintados en el año 1895 por Rafael Pino, otro de Simón Bolívar del pintor Luis Vergara Ahumada. 
En la Biblioteca se consiguen algunos cuadros de valor histórico, óleo de Francisco de Miranda, del autor M. Unda, realizado en 1974. Cuadro al óleo de Antonio José de Sucre, del autor R. Pino, del año 1795. Un cuadro de la negra Hipólita y un cuadro de Simón Rodríguez y otro de Próspero Reverand del pintor merideño Francisco Lacruz.
En el área de Biblioteca hay varias colecciones de libros relacionados con Historia de Venezuela, Simón Bolívar y próceres de la Independencia.
La biblioteca se rige por el sistema de clasificación Dewey y es especializada únicamente en Historia de Venezuela.